# Contea di Xin
La contea di Xin (新县S, Xīn XiànP) è una contea della Cina, situata nella provincia di Henan e amministrata dalla prefettura di Xinyang.